# Holocnemus
Holocnemus là một chi nhện trong họ trilspinnen.

## Các loài
Các loài trong chi này gồm:
- Holocnemus caudatus - (Dufour, 1820)
- Holocnemus hispanicus - Wiehle, 1933
- Holocnemus pluchei (Marmertrilspin) - (Scopoli, 1763)